# Laetmatophilus ledoyeri
Laetmatophilus ledoyeri is een vlokreeftensoort uit de familie van de Podoceridae. De wetenschappelijke naam van de soort is voor het eerst geldig gepubliceerd in 1986 door Ruffo.